# 中华人民共和国政府取缔的秘密结社政权列表
中华人民共和国政府取缔的秘密结社政权列表，用于归纳在中华人民共和国建國後所有秘密結社政權。這些政治實體曾在中華人民共和國境内活动，後被中华人民共和国各级政府、司法机关或武裝力量消滅。

## 历史
截至2022年，已有数百人在中华人民共和国成立秘密结社政权。他们当中的大多数人自称皇帝。然而，大多数秘密结社政权势力微弱，不久即被中华人民共和国地方政府镇压。

## 列表

### 1960年以前
| 政权                                                | 国旗       | 时期                           | 元首                 | 年号           | 首都                                                                                              | 来源                                   |
| --------------------------------------------------- | ---------- | ------------------------------ | -------------------- | -------------- | ------------------------------------------------------------------------------------------------- | -------------------------------------- |
| 尚明国                                              |            | 1937年－1951年3月16日          | 皇帝：刘金兰         | 尚明           | 预定首都：“中京”（即北京） 根据地：安徽省涡阳县                                                   | [ 1 ] [ 2 ] [ 3 ] [ 4 ]                |
| 顺政国                                              |            | 1946年初－1950年8月16日        | 皇帝：张顺宝         |                | 根据地：上海市威海路384弄41号遇仙堂                                                               | [ 5 ] [ 6 ]                            |
| 大中华佛国                                          |            | 1947年－1953年冬               | 皇帝：石顶武         |                | 名义首都：湘潭 根据地：湖南省湘潭县排头乡                                                         | [ 7 ] [ 8 ] [ 9 ] [ 10 ] [ 11 ] [ 12 ] |
| 中国人民反共自济军 （洪国顺政权）                   |            | 1949年6月15日－1949年10月28日  | 少将兼总司令：洪国顺 |                | 预定首都：安徽省贵池县池州镇（今池州市主城区） 根据地：安徽省贵池县丁香镇（今池州市石台县丁香镇） | [ 13 ] [ 14 ] [ 15 ] [ 16 ] [ 17 ]     |
| 大靖龙朝                                            |            | 1949年10月24日                 | 总司令：刘汉杰       |                | 根据地：山西省乡宁县                                                                              | [ 18 ]                                 |
| 皇明天朝                                            |            | 1950年－1958年5月18日          | 皇帝：齐近鲁         |                | 预定首都：“中京”（位于燕南赵北） 根据地：河北省鸡泽县                                             | [ 19 ] [ 20 ]                          |
| 大顺国                                              | 日月龙凤旗 | 1950年2月18日－1950年6月13日   | 皇帝：李懋五         | 预定年号：佛化 | 预定首都：“中京”（位于燕南赵北） 根据地：北京                                                     | [ 21 ] [ 22 ]                          |
| 大同天国                                            |            | 1951年－1953年3月28日          | 皇帝：黄德功         |                | 根据地：陕西省黄陵县                                                                              | [ 23 ]                                 |
| 天生大顺国                                          |            | 1951年1月－1951年6月7日        | 皇帝：蔡天云         |                | 根据地：贵州省毕节地区金沙县 （今毕节市金沙县）                                                   | [ 24 ]                                 |
| 无为金丹天国 （无为金丹道、中华人民革命建国义勇军） |            | 1951年夏季－1951年8月          | 天皇：王仲篤         |                | 根据地：山东省博兴县                                                                              | [ 25 ]                                 |
| 長壽帝國 （张林法政权）                             |            | 1951年8月－1953年9月           | 皇帝：张林法         |                | 根据地：浙江省绍兴县                                                                              | [ 21 ] [ 26 ]                          |
| 大治帝国                                            |            | 1952年2月－1952年4月17日       | 皇帝：李桂森         |                | 预定首都：长安 根据地：山东省五莲县                                                               | [ 27 ] [ 28 ]                          |
| 道德金门国 （雷金安政权）                           |            | 1952年3月13日－1952年5月2日    | 皇帝：雷金安         |                | 预定首都：长安 根据地：湖北省麻城县东河区东界岭乡祠堂村学堂畈（今麻城市祠堂村）                   | [ 29 ] [ 30 ] [ 31 ]                   |
| 後天國                                              |            | 1952年12月11日－1952年12月21日 | 皇帝：蔡友根         |                | 根据地：浙江省绍兴县漓渚镇                                                                        | [ 32 ] [ 33 ]                          |
| 东土中华大乾王国                                      |            | 1953年12月－1954年4月30日      | 统帅：丁辉波         |                | 根据地：福建省建阳专区建阳县白洋乡 （今南平市建阳区）                                             | [ 34 ] [ 35 ] [ 36 ] [ 37 ]            |
| 赵德吉政权                                          |            | 1954年5月3日－1954年5月5日     | 皇帝：赵德吉         |                | 预定首都：北京 根据地：山东省莒南县十字路镇西芦家林村                                             | [ 19 ]                                 |
| 浩天尚国                                            |            | 1955年3月－1955年9月           | 皇帝：張志誠         |                | 根据地：河南省商水县                                                                              | [ 38 ] [ 39 ]                          |
| 韩朝太阳                                            |            | 1955年9月－1957年4月3日        | 皇帝：韩必贤         |                | 预定首都：北京 根据地：安徽省舒城县                                                               | [ 40 ] [ 24 ]                          |
| 中华农民共和国                                      |            | 1956年3月2日－1957年1月11日    | 总司令：杨绍斌       |                | 根据地：贵州省望谟县                                                                              | （页面存档备份，存于）                 |
| 后清国                                              |            | 1957年春季－1957年11月7日      | 皇帝：李俊刚         |                | 预定首都：北京 根据地：河北省承德专区兴隆县 （今承德市兴隆县）                                    | [ 19 ]                                 |
| 九游龙飞云车真命天子郑朝                            |            | 1958年5月－1959年1月18日       | 皇帝：郑仁金         |                | 根据地：福建省福州市                                                                              | [ 41 ]                                 |
| 中国和平军                                          |            | 1958年5月2日－1958年5月9日     | 皇帝：凌启升         | 天赐           | 根据地：福建省龙岩专区清流县                                                                      | [ 42 ]                                 |

### 1960年至1979年
| 政权     | 国旗 | 时期                         | 元首         | 年号 | 首都                             | 来源                 |
| -------- | ---- | ---------------------------- | ------------ | ---- | -------------------------------- | -------------------- |
| 大明朝   |      | 1960年－1970年4月            | 皇帝：苏顺武 |      | 根据地：安徽省来安县             | [ 43 ] [ 44 ] [ 45 ] |
| 大光天朝 |      | 1978年5月13日－1979年5月15日 | 皇帝：张飞龙 |      | 根据地：安徽省定远县             | [ 46 ] [ 47 ]        |
| 大平关国 |      | 1979年5月－1980年4月26日     | 皇帝：王存兴 |      | 根据地：山东省曹县郑庄乡王草楼村 | [ 48 ] [ 49 ] [ 50 ] |

### 1980年至1989年
| 政权                              | 国旗         | 时期                           | 元首 | 年号 | 首都                                                        | 来源                               |
| --------------------------------- | ------------ | ------------------------------ | --- | ---- | ----------------------------------------------------------- | ---------------------------------- |
| 玉皇国 （朱仕强政权）             |              | 1980年11月23日－1980年12月2日  | 皇帝：朱仕強 |      | 根据地：四川省达县地区达县 （今达州市达川区）               | [ 51 ] [ 10 ] [ 11 ] [ 31 ]        |
| 子申国                            | 五色地球儀旗 | 1981年4月－1986年3月26日       | 皇帝：李光长 |      | 根据地：福建省三明市明溪县盖洋区云阳寺                      | [ 42 ] [ 52 ] [ 11 ] [ 10 ]        |
| 道德金门国 （丁兴来政权）         |              | 1981年夏季－1990年8月          | 皇帝：丁兴来 |      | 根据地：湖北省黄冈地区罗田县包家山                          | [ 30 ] [ 10 ] [ 11 ] [ 31 ]        |
| 圣朝国                            |              | 1981年8月4日－1982年9月14日    | 皇帝：林文勇 | 圣朝 | 预定首都：仪陇县奎阁楼 根据地：四川省仪陇县                 | [ 11 ] [ 10 ] [ 53 ]               |
| 玉皇国 （曹家元政权）             |              | 1982年5月16日－1982年          | 皇帝：曹家元 |      | 根据地：四川省达县地区巴中县 （今巴中市巴州区）             | [ 10 ] [ 11 ] [ 54 ]               |
| 中原皇清国                        |              | 1982年5月21日－1982年12月21日  | - 正皇帝：张清安（1982年5月21日－1982年12月21日） - 副皇帝：廖桂堂（1982年5月21日－1982年12月21日） | 皇清 | 根据地：四川省达县地区巴中县 （今巴中市巴州区）             | [ 10 ] [ 11 ] [ 55 ] [ 12 ] [ 31 ] |
| 农佛合国                          |              | 1982年8月－1983年5月20日       | 皇帝：郑礼喜 |      | 根据地：福建省福州市闽侯县廷坪公社                          | [ 56 ] [ 57 ]                      |
| 中华文武国                        |              | 1982年8月2日－1983年9月        | 皇帝：何文源 |      | 根据地：广西壮族自治区北流县（今北流市）                    | [ 58 ] [ 59 ]                      |
| 后大中华佛国                      |              | 1983年10月21日－1983年12月23日 | 皇帝：石金鑫 |      | 根据地：湖南省醴陵县黄沙乡清潭桥村 （今湖南省醴陵市黄沙乡） | [ 8 ] [ 9 ]                        |
| 大顺朝                            |              | 1983年10月10日－1984年7月      | 皇帝：李先栋 |      | 根据地：湖北省武汉市新洲县李集镇 （今武汉市新洲区李集街道） | [ 60 ]                             |
| 大有国                            |              | 1985年                         | 皇帝：曾应龙 | 太平 | 根据地：四川省广安县（今广安市）                            | [ 10 ] [ 11 ] [ 61 ] [ 62 ]        |
| 大圣王朝                          |              | 1986年10月12日－1988年8月8日   | 女皇：曹秀花 | 正坤 | 预定首都：北京 根据地：山东省安丘县（今安丘市）             | [ 10 ] [ 11 ] [ 63 ] [ 64 ] [ 65 ] |
| 乾坤元宝朝                        |              | 1988年5月－1988年10月19日      | 皇帝：胡德文 |      | 预定首都：北京 根据地：湖南省大庸市（今张家界市）           | [ 66 ]                             |
| 被立王国 （吴扬明政权）           |              | 1988年12月－1995年1月          | 国王：吴扬明 |      | 根据地：安徽省阜阳地区颍上县 （今阜阳市颍上县）             | [ 67 ] [ 68 ] [ 69 ]               |
| 三赎基督国 （季三宝－许明朝政权） |              | 1989年2月20日－2005年11月6日   | - 国家元首： 1. 真龙天子：季三宝（1989年2月20日－1997年12月17日） 2. 国王：蔚世强（1998年1月－2001年7月） 3. 国王：陈世荣（2001年12月－2005年11月6日） - 政府首脑： 1. 慈母/许赎：许明朝（1989年2月20日－2005年11月6日）（1998年年初成为事实上的国家元首） |      | 根据地：陕西省汉中市                                        | [ 71 ]                             |

### 1990年至1999年
| 政權                  | 國旗 | 時期                        | 元首             | 年号               | 首都                                     | 来源                 |
| --------------------- | ---- | --------------------------- | ---------------- | ------------------ | ---------------------------------------- | -------------------- |
| 玉皇国 （赵镇国政权） |      | 1990年代初期                | 皇帝：赵镇国     |                    | 根据地：位于中国大陆西南部，具体位置不详 | [ 72 ]               |
| 万顺天国              |      | 1990年1月27日－1992年4月9日 | 皇帝：李成福     | 万顺               | 预定首都：长安 根据地：河南省嵩县老曼场  | [ 73 ] [ 10 ] [ 11 ] |
| 中华国                |      | 1991年                      | 皇帝：龚贤哲     | 预定年号：顶古永和 | 根据地：云南曲靖、楚雄                   | [ 74 ] [ 12 ]        |
| 黃壇國                |      | 1992年8月                   | 皇帝：朱良美     |                    | 根据地：江苏省盐城市阜宁县戴舍村         | [ 31 ] [ 75 ]        |
| 以利亚十诫石国        |      | 1993年－1999年5月30日       | 天皇上帝：朴鸣呼 |                    | 根据地：中国东北地区，具体位置不详       | [ 76 ]               |
| 神的国 （刘家国政权） |      | 1993年6月－1998年6月11日    | 主神：刘家国     |                    | 根据地：湖南省湘潭县                     | [ 67 ] [ 68 ]        |

### 2000年以后
| 政权                      | 国旗 | 时期                                         | 元首           | 年号 | 首都                                     | 来源          |
| ------------------------- | ---- | -------------------------------------------- | -------------- | ---- | ---------------------------------------- | ------------- |
| 南蟾部洲後清大中國        |      | 2002年10月14日－2003年10月4日                | 皇帝：国洪铭   | 后清 | 根据地：山东省淄博市淄川区东坪镇         | [ 77 ] [ 78 ] |
| 乌坎村村民临时代表理事会  |      | 2011年9月21日─2012年4月，2016年6月─2016年9月 | 理事长：杨色茂 |      | 根据地：广东省汕尾市陆丰市东海街道乌坎村 |               |
| 华藏宗门国 （吴泽衡政权） |      | 2013年？－2014年7月30日                      | 皇帝：吴泽衡   |      |                                          | [ 79 ]        |
| 第二邓州市人民政府        |      | 2013年9月－2014年4月16日                     | 市长：张海新   |      | 根据地：河南省南阳市邓州市               |               |
| 中华民主联邦共和国        |      | 2018年5月4日－2019年4月                      | 總統：张某     |      | 根据地：河南省郑州市                     | [ 80 ]        |
| 中国大陆临时国会          |      | 2022年3月2日 - 2022年5月4日                  | 领袖：马某某   |      |                                          | [ 81 ]        |